# Верхний Кандыз
Верхний Кандыз (в верховьях — Кандызка) — река в России, протекает по территории Северного и Абдулинского районов Оренбургской области и Бавлинского района Татарстана. Длина реки составляет 61 км, площадь водосборного бассейна 590 км².
Начинается из пруда в урочище Холодный Родник на окраине дубово-липового леса. Течёт в восточном направлении через сёл Русский Кандыз, Шабрино и Андреевка, затем отклоняется к юго-востоку. Протекает через Аксенкино и Кабаевку. Севернее села Старые Шалты поворачивает на северо-восток и сохраняет это направление течения до устья. Устье реки находится в 454 км по левому берегу реки Ик у села Шалты на высоте 124 метра над уровнем моря.
Ширина реки в низовьях — до 20 метров, глубина — до 2 метров.
Топоним переводится как «Бобровая (река)» (татарское кондыз — «бобр» с соответствиями в ряде других тюркских языков). Определение «верхний» дано в сопоставлении с другим притоком Ика — рекой Кандыз.

## Притоки
Объекты перечислены по порядку от устья к истоку.
- 5 км: Кунна[3] (лв)
- Кармалы[3] (лв)
- овраг Буланбаш[3] (лв)
- 24 км: Куйелга[8] (лв)
- 27 км: Шалтинка[8] (пр)
- Суханка[11] (лв)

## Данные водного реестра
По данным государственного водного реестра России относится к Камскому бассейновому округу, водохозяйственный участок реки — Ик от истока и до устья, речной подбассейн реки — бассейны притоков Камы до впадения Белой. Речной бассейн реки — Кама.
Код объекта в государственном водном реестре — 10010101312111100027926.